# Remstädt
Remstädt ist ein Ortsteil der Landgemeinde Nessetal im thüringischen Landkreis Gotha.

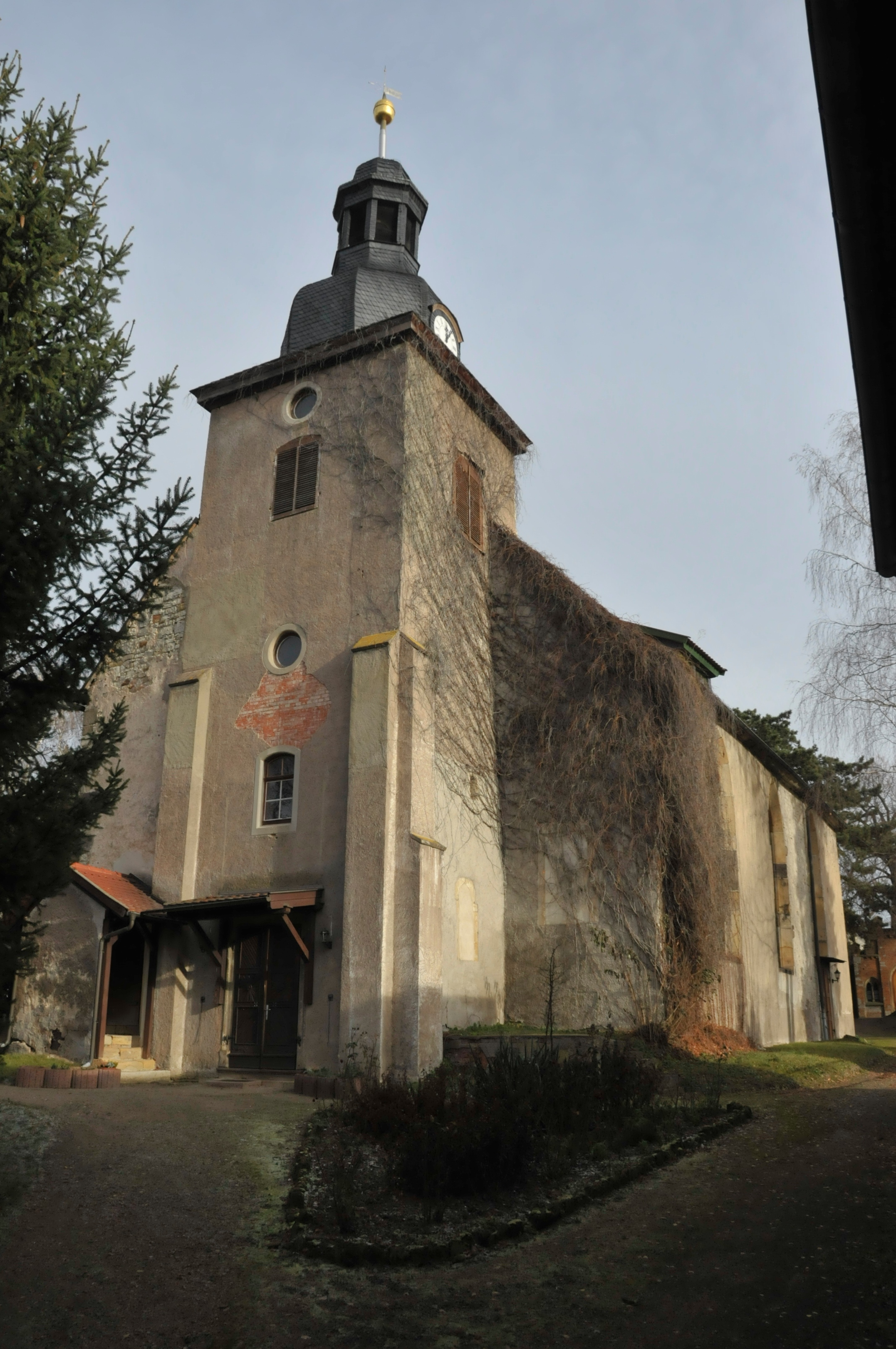
Pfarrkirche St. Lukas

## Geografie
Remstädt liegt am nördlichen Stadtrand von Gotha am rechten Ufer des Flutgrabens, der von Gotha kommt und nordwestlich von Goldbach in die Nesse mündet. Südwestlich des Dorfes liegt der 431 m hohe Krahnberg, im Norden der 316 m hohe Grenzberg, über den die Gemarkungsgrenze zu Warza verläuft. Die nahegelegene B 247 von Gotha nach Bad Langensalza trennt den Ort von den jenseits der Straße liegenden Kiesgruben, deren nördlicher Teil auf Remstädter Gebiet liegt. Die Dorfmitte (Hauptstraße) liegt in 270 m ü. NN.

## Geschichte
Zu Beginn des 9. Jahrhunderts wurde Remstädt in einem Verzeichnis der Güter des vom Erzbischof Lullus († 786) von Mainz erbauten Klosters Hersfeld als Rimistede erwähnt. Dass die Gemeinde Remstädt 1200 Jahre alt ist, zeigt sich insbesondere an der alten Bausubstanz, wie dem ehemaligen Rittergut und dem Gebäudeensemble in der Hauptstraße. Hier stehen zahlreiche Wohnhäuser unter Denkmalschutz.

Nach Galletti lebte in Remstädt 1265 ein Edelmann namens Christian von Remistete. Ein Ritter Gerhard von Remstedt überließ 1322 dem „Kreuzkloster“ alle Güter nebst dem Patronatsrecht der Kirche. Remstädt war wie viele Dörfer im Umfeld der Herzogtümer ein Küchendorf, das Lebensmittel in die herzogliche Hofküche zu liefern hatte. Während des Dreißigjährigen Kriegs (1625) raffte Pest fast die Hälfte der Einwohner dahin. Der Ort gehörte bereits 1421 zum Amt Gotha, das ab 1640 zum Herzogtum Sachsen-Gotha, ab 1672 zum Herzogtum Sachsen-Gotha-Altenburg und ab 1826 zum Herzogtum Sachsen-Coburg und Gotha gehörte. Seit 1920 lag er im Land Thüringen.
Um die historisch wertvollen Architekturzeugen zu erhalten und einer moderneren Lebensweise anzupassen, ist der Ort nach 1990 in das Dorferneuerungsprogramm des Landes Thüringen aufgenommen worden. Gefördert wurden in diesem Zusammenhang typische, dem Dorfcharakter angepasste Baustile, wie die Erneuerung der alten Hoftore, Fachwerkfassaden, Fenster und Türen.
Am 1. Januar 2019 wurden die zuvor selbständigen Gemeinden Remstädt, Ballstädt, Bufleben, Friedrichswerth, Goldbach, Haina, Hochheim, Brüheim, Wangenheim, Warza und Westhausen zur Landgemeinde Nessetal zusammengeschlossen. Brüheim war Mitglied der Verwaltungsgemeinschaft Mittleres Nessetal.

### Einwohnerentwicklung
Entwicklung der Einwohnerzahl (31. Dezember):
| - 1994 – 747 - 1995 – 772 - 1996 – 802 - 1997 – 862 - 1998 – 883 - 1999 – 893 | - 2000 – 931 - 2001 – 950 - 2002 – 968 - 2003 – 983 - 2004 – 965 - 2005 – 964 | - 2006 – 976 - 2007 – 973 - 2008 – 973 - 2009 – 962 - 2010 – 950 - 2011 – 949 | - 2012 – 940 - 2013 – 959 - 2014 – 963 - 2015 – 977 - 2016 – 974 - 2017 – 970 |

Datenquelle: Thüringer Landesamt für Statistik

## Sehenswürdigkeiten
- Die Kirche St. Lukas: Im 16. Jahrhundert wurde das alte Langhaus, das westlich an den Kirchturm anschloss, abgerissen, und im Westen des Turmes wurde ein neues Kirchenschiff errichtet, das man heute durch den Turm betritt. Nach Galletti wurde die Kirche 1670 von Grund aus neu gebaut.  Die nicht besonders helle Kirche verfügt über inzwischen etwas ausgedunkelte Ausmalung. Die kunstvolle Schablonenmalerei der Emporenfüllungen beeindruckt jedoch. Ein einfacher, pokalförmiger Taufstein steht vor dem Altar. In die Stufe zum Chorraum sind die Jahreszahlen 1406 * 1560 * 1670 * 1747 eingemeißelt. Sie erinnern an die verschiedenen Bauepochen der Kirche. Seit dem 31. Oktober 2008 (Reformationstag) läuten im Turm wieder drei Glocken. Die während des Zweiten Weltkriegs eingezogenen Bronzeglocken wurden nicht alle auf dem Hamburger Glockenfriedhof wiedergefunden. Die Kirchgemeinde gehört zum Kirchspiel Goldbach.
- Remstädter Teich: Am südöstlichen Ortsrand von Remstädt gelegen, stellt der Teich ein kleines Naherholungsgebiet für die Dorfbewohner dar. Er wird vom ortsansässigen Anglerverein bewirtschaftet. Der Teich ist ein recht tiefes Gewässer, das von zahlreichen Quellen gespeist wird. Es war einst eines der wertvollsten Besitztümer der Herren von Remstädt.
- Siehe auch: Liste der Kulturdenkmale in Nessetal

## Persönlichkeiten
- Bartholomäus Helder (um 1585–1635), Komponist und Kirchenlieddichter, war von 1616 bis zu seinem Tod Pfarrer in Remstädt.
- Johann Friedrich Bachoff von Echt (1643–1726), Gutsbesitzer
- Conrad Ekhof (1720–1778), wohnte im April 1778 im Haus Hauptstraße 38 neben der Kirche. Eine Gedenktafel erinnert daran.